# インディペンデント・ジャーナル
『インディペンデント・ジャーナル』は、1983年に創刊された日本の不定期刊音楽雑誌である。ピナコテカレコード発行。1983年に、ピナコテカレコードの機関誌『アマルガム』誌の増刊号として創刊された。ピナコテカレコードの解散に伴い、2号以降の発行主体はピナコテカレコード主宰者の佐藤隆史個人となった。
自主制作レコードのレーベル運営者およびバンドが寄稿する形式で誌面づくりがなされ、INDISCを通してレコード店で販売された。

## 編集者・ライター

### 編集長
- 佐藤隆史（ピナコテカレコード）

### 主要な編集者・ライター
レーベル運営者
- 金野吉晃（第五列）
- 草深公秀（SELF・PLAN）
- 鎌田忠（DDレコーズ）
- 杜長純典（RBFレコード）
- 福井哲哉（覚醒派レコード）
- 及川洋（LSDレコード）
- 地引雄一（テレグラフ）
- いえはらこうへい（クラゲイルレコード）
- 岸野一之（ZSFプロダクト）
- 及川禅（インナー・スペース・レコード）
- sh（平川晋、ゼロレコード）

バンド、アーティスト個人
- 灰野敬二
- ルナパーク・アンサンブル
- すきすきスウィッチ
- 古館徹夫
- 少年ナイフ
- 須山公美子
- 町田町蔵